# Chumash purisimeño
Le chumash purisimeño (ou purisimeño) est une langue amérindienne de la famille des langues chumash parlée aux États-Unis, dans le Sud de la Californie. La langue est éteinte.

## Écriture
| ’  | a | e | ǝ  | h | i | k  | l ~ ł | l̓  | m   | m̓  | n  | n̓   | o  | p | pʰ | p̓ | q     | qʰ | q̓ | s |
| sʰ | s̓ | š | šʰ | š̓ | t | tʰ | t̓     | ts | tsʰ | ts̓ | tš | tšʰ | tš̓ | u | w  | w̓ | x ~ x̂ | x̓  | y | y̓ |

Les voyelles ou consonnes dévoisées sont indiquées avec le rond souscrit, ‹ ḁ e̥ ə̥ i̥ o̥ u̥ m̥ n̥ w̥ ›, dans le dictionnaire de Timothy Paul Henry-Rodriguez suivant la notation phonétique américaniste recommandée par WIELD (Western Institute for Endangered Language Documentation).